# Każdy lubi boogie
Każdy lubi boogie – pierwszy singel z trzeciego albumu studyjnego Krzysztofa "K.A.S.Y." Kasowskiego pt. K.A.S.A. no. 3.
W utworze wykorzystano tzw. szum strony B albumu The Beatles z 1968 roku oraz dwa samplingi:
- Hold On, I'm Coming (wyk. Precious Wilson)
- Stayin' Alive (wyk. Bee Gees)

## Lista utworów
Opracowano na podstawie materiału źródłowego.
1. Każdy lubi boogie (radio/video) – 3:25
2. Każdy lubi boogie (album) – 4:05

## Twórcy
- Krzysztof Kasowski – śpiew, muzyka, tekst, aranżacje, realizacja, miksowanie
- Jarosław "Flava" Smak – inżynier, miksowanie
- Izabela Janicka-Jończyk – menadżerka, stylizacja na okładce
- Jacek Gawłowski – mastering
- Elżbieta Jeglińska – stylizacja na okładce
- Szymon Kobusiński – zdjęcia na okładce